# Ліга зірок Катару
Ліга зірок Катару (араб. دوري نجوم قطر) — найвища футбольна ліга Катару, що була заснована в 1963 році, а з 1972 року отримала офіційний статус. Проводиться під егідою Футбольної асоціації Катару.

## Історія
Перший чемпіонат Катару був проведений 1963 року. Першим чемпіоном став клуб «Аль-Мареф», який представляв Міністерство освіти і складався з іноземців. Клуб виграв три перших чемпіонства, але був розпущений в сезоні 1966/67 за рішенням QFA, а його гравців розподілили в інші клуби. Протягом багатьох років не існувало жодної системи просування або вильоту з вищого дивізіону.
В 1972 році Футбольна асоціація Катару вступила в АФК і в тому ж році була створена офіційна Катарська футбольна ліга (також звана Q-ліга, від англ. Q-league (Qatari league)). Першим чемпіоном Q-ліги став «Аль-Естекляль». Чемпіонат проводився щороку (виняток склав сезон 1974/75, коли змагання не проводилося).
Попри те, що деякий час існував другий дивізіон, не існувало жодної системи пониження і підвищення. Проте в 1981 році така система була введена в дію вперше. У цьому році в другому дивізіоні брали участь п'ять клубів.
У сезоні 1990 року три клуби другого дивізіону були розпущені: «Аль-Наср», «Аль-Тадамон» і «Аль-Нахда». Більшість з їх гравців були розподілені серед клубів першого дивізіону та стали відомими гравцями в історії футболу Катару, такими як Фахед аль-Кувейрі, Ахмед аль-Кувейрі та Хамад аль-Халіфа. Після розпуску цих клубів більш як п'ять років не було жодного пониження чи просування. У сезоні 1995/96 років другий дивізіон був повернутий з п'ятьма клубами, тоді як у першому дивізіоні брали участь десять клубів.
Інший спосіб, яким федерація намагалася розвинути лігу, полягала у виділенні кожному клубу «Q-League» у 2003 році суму у 10 000 000 доларів для придбання зіркових іноземних гравців з метою підвищення популярності. Це вдалося, і такі гравці, як Рональд і Франк де Бур, Пеп Гвардіола та Габріель Батістута незабаром з'явилися в лізі.
Крім того, в 2004 році була утворена Академія Aspire, яка надала молодим футболістам можливість навчатися на світовому рівні, щоб не тільки покращити стандарти футболу в Катарі, але й на міжнародному рівні. Академію закінчили багато відомих гравців, серед яких Абделькарім Хасан, Саад аль-Шейб та Ібрагім Маджид.
У 2009 році в рамках кампанії розширення, Q-ліга змінила свою назву на Ліга зірок Катару, а також було створено новий внутрішній кубок, що отримав назву Кубок зірок Катару.

## Список чемпіонів
У таблиці наведено переможців всіх розіграшів чемпіонату. Для простоти вказані ті назви команд, які на цей момент мають клуби.
| Сезон                | Клуб                    | Місто     |
| -------------------- | ----------------------- | --------- |
| неофіційні розіграші |                         |           |
| 1963/1964            | Аль-Мареф               |           |
| 1964/1965            | Аль-Мареф               |           |
| 1965/1966            | Аль-Мареф               |           |
| 1966/1967            | Аль-Оруба               |           |
| 1967/1968            | Аль-Оруба               |           |
| 1968/1969            | Аль-Оруба               |           |
| 1969/1970            | Аль-Оруба               |           |
| 1970/1971            | Аль-Оруба               |           |
| 1971/1972            | Ас-Садд                 | Доха      |
| Q-ліга               |                         |           |
| 1972/1973            | Аль-Естекляль           | Доха      |
| 1973/1974            | Ас-Садд                 | Доха      |
| 1974/1975            | змагання не проводилося |           |
| 1975/1976            | Ар-Райян                | Ар-Раян   |
| 1976/1977            | Аль-Естекляль           | Доха      |
| 1977/1978            | Ар-Райян                | Ар-Раян   |
| 1978/1979            | Ас-Садд                 | Доха      |
| 1979/1980            | Ас-Садд                 | Доха      |
| 1980/1981            | Ас-Садд                 | Доха      |
| 1981/1982            | Ар-Райян                | Ар-Раян   |
| 1982/1983            | Аль-Арабі               | Доха      |
| 1983/1984            | Ар-Райян                | Ар-Раян   |
| 1984/1985            | Аль-Арабі               | Доха      |
| 1985/1986            | Ар-Райян                | Ар-Раян   |
| 1986/1987            | Ас-Садд                 | Доха      |
| 1987/1988            | Ас-Садд                 | Доха      |
| 1988/1989            | Ас-Садд                 | Доха      |
| 1989/1990            | Аль-Арабі               | Доха      |
| 1990/1991            | Ар-Райян                | Ар-Раян   |
| 1991/1992            | Аль-Іттіхад             | Доха      |
| 1992/1993            | Аль-Арабі               | Доха      |
| 1993/1994            | Аль-Арабі               | Доха      |
| 1994/1995            | Ар-Райян                | Ар-Раян   |
| 1995/1996            | Аль-Арабі               | Доха      |
| 1996/1997            | Аль-Арабі               | Доха      |
| 1997/1998            | Аль-Іттіхад             | Доха      |
| 1998/1999            | Аль-Вакра               | Аль-Вакра |
| 1999/2000            | Ас-Садд                 | Доха      |
| 2000/2001            | Аль-Вакра               | Аль-Вакра |
| 2001/2002            | Аль-Іттіхад             | Доха      |
| 2002/2003            | Катар СК                | Доха      |
| 2003/2004            | Ас-Садд                 | Доха      |
| 2004/2005            | Аль-Гарафа              | Доха      |
| 2005/2006            | Ас-Садд                 | Доха      |
| 2006/2007            | Ас-Садд                 | Доха      |
| 2007/2008            | Аль-Гарафа              | Доха      |
| 2008/2009            | Аль-Гарафа              | Доха      |
| Ліга Зірок Катару    |                         |           |
| 2009/2010            | Аль-Гарафа              | Доха      |
| 2010/2011            | Лехвія                  | Доха      |
| 2011/2012            | Лехвія                  | Доха      |
| 2012/2013            | Ас-Садд                 | Доха      |
| 2013/2014            | Лехвія                  | Доха      |
| 2014/2015            | Лехвія                  | Доха      |
| 2015/2016            | Ар-Райян                | Ар-Раян   |
| 2016/2017            | Лехвія                  | Доха      |
| 2018/2019            | Ас-Садд                 | Доха      |
| 2019/2020            | Ас-Садд                 | Доха      |